# Ramón Folch
Carlos Hernández Alarcón (ur. 4 października 1989 w Reus) – hiszpański piłkarz występujący na pozycji pomocnika w Elche CF.